# Sandro Scarchilli
Sandro Scarchilli (* 22. April 1934 in Rom; † 31. August 1999 ebenda) war ein italienischer Zirkusakrobat und Schauspieler.
Scarchilli war wie sein Bruder Claudio Akrobat beim Zirkus, der im Zuge der boomenden italienischen Filmindustrie und deren Bedarf an Stuntleuten für ein Jahrzehnt zwischen 1966 und 1976 Angebote als Kleindarsteller und für Nebenrollen in Filmen erhielt. Der bekannteste Film, in dem Scarchilli eine kleine Rolle übernahm, war Zwei glorreiche Halunken, wo er Chico, einen von Tucos (Eli Wallach) Bandenmitgliedern, verkörperte. Sein Bruder Sergio Scarchilli war ebenfalls als Stuntman und Kleinstdarsteller tätig.

## Filmografie (Auswahl)
- 1966: Zwei glorreiche Halunken (Il buono, il brutto, il cattivo)
- 1968: Tre croci per non morire
- 1968: Zum Abschied noch ein Totenhemd (Vendo cara la pelle)
- 1969: Django und die Bande der Bluthunde (Django il bastardo)
- 1970: Die Bestie (La belva)
- 1973: Drei Nonnen auf dem Weg zur Hölle (Più forte sorelle)
- 1976: Stadt in Panik (Paura in città)